# Bourg-l'Abbesse
Le Bourg-l'Abbesse est le nom porté par un ancien faubourg de Caen. Ce bourg qui dépendait de l'abbaye aux Dames occupait approximativement le quart nord-est de l'actuelle ville de Caen.

## Localisation
Le bourg était situé à l'est du Bourg-le-Roi (centre-ville ancien de Caen). Il était le pendant du Bourg-l'Abbé, faubourg situé à l'ouest de la ville de Caen et dépendant de l'abbaye aux Hommes.

## Structure urbaine
Les limites du bourg correspondaient à celle de la paroisse Saint-Gilles. Cette paroisse s'étendait sur un vaste territoire allant d'ouest en est des hauteurs du Vaugueux jusqu'au lieu-dit La Rochelle (limite avec Hérouville) et du nord au sud, du hameau de Couvrechef (limite avec Saint-Contest) jusqu'aux prairies Saint-Gilles (actuelle presqu'île portuaire). Certains textes du XIVe siècle situent toutefois  « dans la paroisse Saint-Pierre, au Bourg-l'Abbesse » certains immeubles situés entre la paroisse Saint-Gilles et les murs de la ville.
Historiquement, le Bourg-l'Abbesse était constitué de plusieurs pôles, par ordre d'éloignement de la ville fortifiée :
- le faubourg (autour de l'église Saint-Gilles), sur les hauteurs de la vallée de l'Orne et de l'Odon ;
- les prairies Saint-Gilles dans les boucles de l'Orne (avant son redressement et avant le percement du canal) sur lequel a été développé le port ;
- le village de Calix, plus à l'Ouest, sur le plateau ;
- le village de Couvrechef, au nord, vers Épron, également sur le plateau.

L'église principale du bourg était l'église Saint-Gilles de Caen. Le bourg comptait également dans sa partie urbaine. :
- une abbatiale (la Trinité de l'abbaye aux Dames de Caen) ;
- une collégiale (collégiale du Saint-Sépulcre de Caen) ;
- la chapelle Sainte-Anne, à partir de laquelle est construite la deuxième (et actuelle) collégiale du Saint-Sépulcre au XVIIIe siècle ;
- la chapelle Sainte-Agathe, située au niveau de l'actuelle venelle Sainte-Agathe.

Dans sa partie rurale, il existait deux chapelles (Saint-Thomas-l'Abattu et Sainte-Marguerite) situées sur la route d'Hérouville, à la limite avec cette paroisse.
La partie urbaine du bourg était structurées par plusieurs rues orientées ouest-est et plus ou moins parallèles entre elles, du nord au sud ;
- rue de la Pigacière (qui marquait la limite nord du bourg urbain) ;
- rue des Cordes ;
- rue Sainte-Anne ;
- rue des Carrières (actuelle rue Segrais) ;
- rue des Chanoines (ou Saint-Gilles)[note 2] ;
- rue Haute (dont seule une partie existe toujours) ;
- rue Basse (située comme son nom l'indique en contrebas et qui marquait la limite sud du bourg urbain).

À l'ouest, les rues des Cordes, Sainte-Anne, des Carrières et Haute étaient reliées par la rue Leroy. Cette rue était connectée à la rue du Puits-ès-Botte qui permettait d’accéder à la rue du Vaugueux (et de là à la porte au Berger). La rue Basse était accessible depuis le haut du quartier par la venelle Maillard à l'ouest et les venelles Manissier et Sainte-Agathe à l'est.
À l'est, il existait trois places :
- la grande place Saint-Gilles (à l'emplacement de l'actuelle place Maurice-Fouques) ;
- la petite place Saint-Gilles ;
- la place Reine-Mathilde (où se trouvait la porte de l'abbaye).

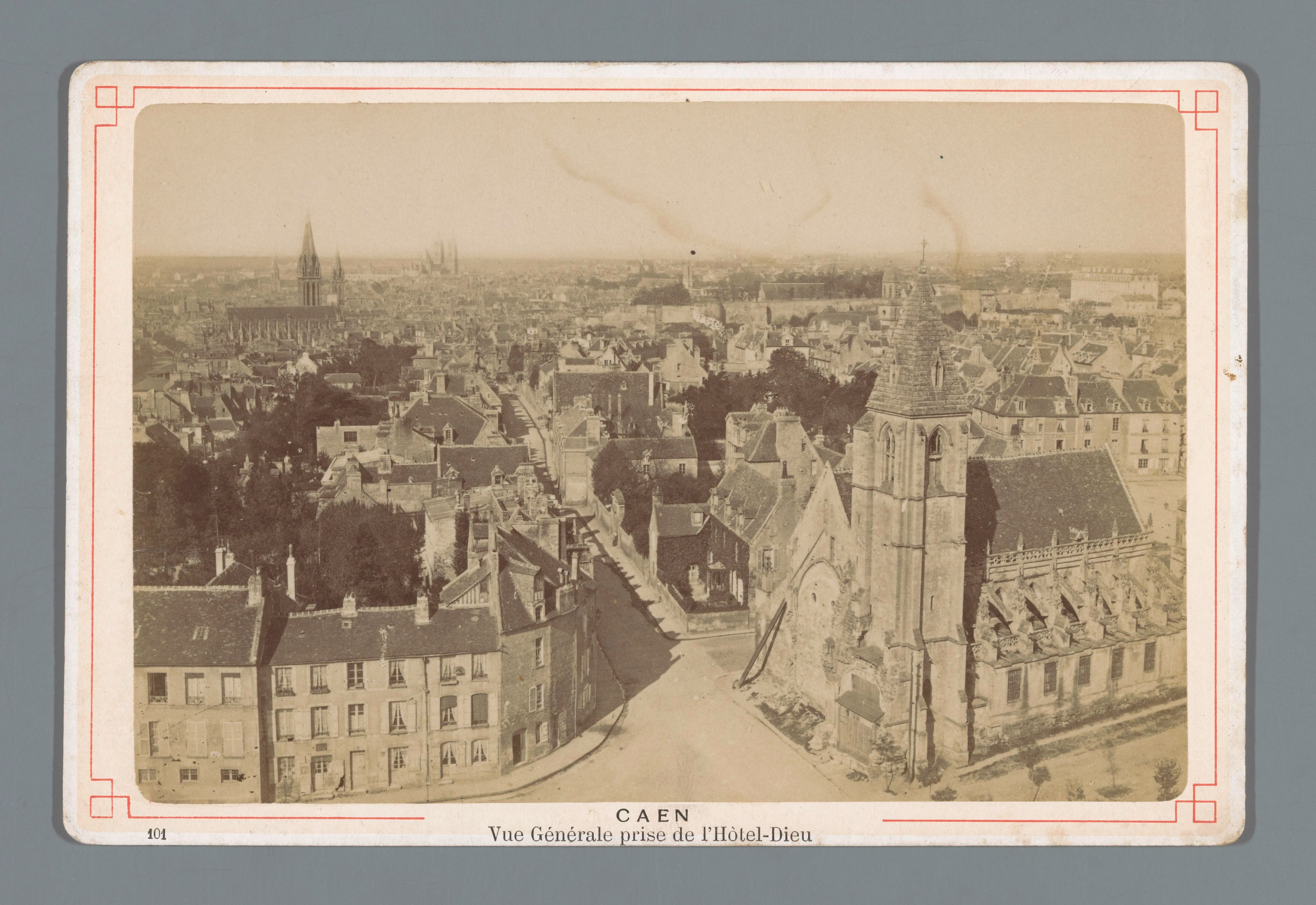
L'église Saint-Gilles et la partie urbaine de l'ancien Bourg-l'Abbesse en 1893.
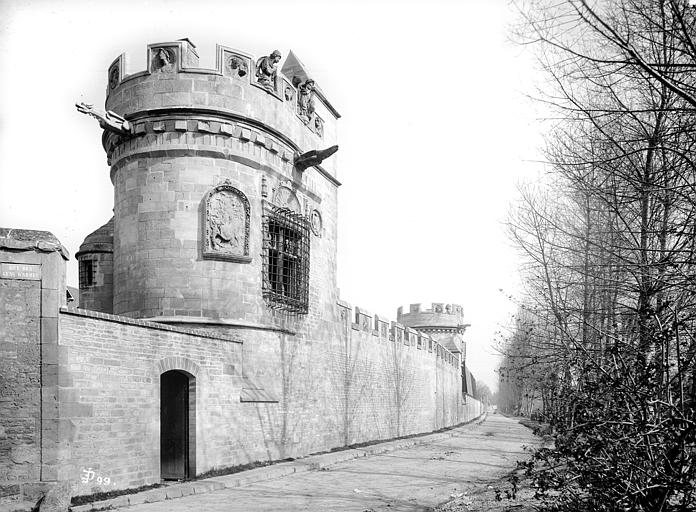
La rue Basse, dans sa partie encore largement ruale, et le manoir des Gens d'armes vers 1899.

## Historique
Selon les fouilles archéologiques, l'occupation permanente de cette partie de la ville remonte au VIIIe siècle. Il est fort probable qu'un cimetière fut organisé avant même la construction de l'église Saint-Gilles qui aurait été fondée dans la seconde moitié du Xe siècle. Elle est donc antérieure à la fondation de l'abbaye aux Dames en 1059 qui est à l'origine du bourg l'Abbesse.
La dédicace de l'abbaye a lieu le 18 juin 1066. Dès lors, la zone qui entoure l'abbaye et son enceinte concomitante est qualifiée de bourg. Mais l'habitat y semble peu développé contrairement au bourg l'Abbé et il existe des villae en dehors de l'enceinte comme Calix. Un acte daté du 18 juillet 1083 du duc de Normandie confirme à la Trinité « la partie de son bourg située aux confins des territoires de Calix et de Caen à l'extérieur du mur » et la possibilité d'étendre celui-ci dans des limites clairement établies.
L'abbaye aux Dames reçoit en 1359 l'autorisation de collecter une taxe afin de renforcer ses défenses. En février 1433, Henri VIII d'Angleterre, qui occupe la ville depuis 1417, ordonne l'abaissement des murs des bourgs abbatiaux. Les murailles sont en fait conservées, mais les fossés de l'abbaye aux Dames sont comblés. Les vestiges de l'enceinte de l'abbaye, notamment la porterie, sont détruits dans les années 1820 au moment du prolongement de la rue des Chanoines.
Pendant la bataille de Caen en 1944, une grande partie du quartier est détruit lors des bombardements. Il est reconstruit en conservant presque intégralement le réseau viaire existant.

## Monuments
| Monument                                                                  | Adresse                                                      | Coordonnées                        | Notice         | Protection | Date      | Illustration                                                              |
| ------------------------------------------------------------------------- | ------------------------------------------------------------ | ---------------------------------- | -------------- | ---------- | --------- | ------------------------------------------------------------------------- |
| Ancienne abbaye aux Dames (actuel siège du conseil régional de Normandie) | Place de la Reine-Mathilde                                   | 49° 11′ 13″ nord, 0° 21′ 09″ ouest | « PA00111123 » | classé     | 1840 1976 | Ancienne abbaye aux Dames (actuel siège du conseil régional de Normandie) |
| Ancienne collégiale du Saint-Sépulcre                                     |                                                              | 49° 11′ 11″ nord, 0° 21′ 33″ ouest | « PA00111126 » | Classé     | 1934      | Ancienne collégiale du Saint-Sépulcre                                     |
| Maison des Templiers                                                      | 45 rue Haute                                                 | 49° 11′ 09″ nord, 0° 21′ 17″ ouest | « PA00111182 » | Inscrit    | 1929      | Maison des Templiers                                                      |
| Portail du Clos des Coutures                                              | 3 avenue Georges-Clemenceau (anciennement rue de Ouistreham) | 49° 11′ 16″ nord, 0° 21′ 15″ ouest | « PA00111128 » | Inscrit    | 1927      | Portail du Clos des Coutures                                              |
| Maison Sainte-Blaise                                                      | 88 rue Basse                                                 | 49° 11′ 08″ nord, 0° 20′ 58″ ouest | « PA00111168 » | Inscrit    | 1948      | Maison Sainte-Blaise                                                      |
| Maison des Gens d'Armes                                                   | 161 rue Basse                                                | 49° 11′ 07″ nord, 0° 20′ 32″ ouest | « PA00111169 » | Classé     | 1862      | Maison des Gens d'Armes                                                   |
| Manoir du Vaubenard                                                       | Rue de la Masse (dans l'enceinte de l'Hôpital Clemenceau)    | 49° 11′ 16″ nord, 0° 20′ 43″ ouest | « PA00111189 » | Inscrit    | 1973      | Manoir du Vaubenard                                                       |

### Bâtiments détruits
| Monument                                            | Adresse                      | Coordonnées                        | Notice         | Protection | Date | Illustration                          |
| --------------------------------------------------- | ---------------------------- | ---------------------------------- | -------------- | ---------- | ---- | ------------------------------------- |
| Ancienne église Saint-Gilles (ruines)               | Place Saint-Gilles           | 49° 11′ 12″ nord, 0° 21′ 17″ ouest | « PA00111133 » | Classé     | 1862 | Ancienne église Saint-Gilles (ruines) |
| Hôtel de Matignon (façade sur rue avec échauguette) | 27 rue des Chanoines         | à géolocaliser                     |                | Inscrit    | ?    | Image manquante Téléverser            |
| Maison (façade)                                     | 14 Grande-place Saint-Gilles | à géolocaliser                     |                | Inscrit    | 1929 | Image manquante Téléverser            |